# Animagrad
Animagrad — українська анімаційна студія, заснована в 2012 році. В студії працює понад 30 художників-аніматорів, які реалізовують проєкти у 2D і 3D форматі.

## Історія
Студія була заснована в Києві у 2012 році аніматорами зі всієї України. Першим успішним проєктом студії став короткометражний мультсеріал «Ескімоска» про дівчинку, яка живе в далекій Арктиці та її веселих друзів. Після його випуску на студію почали надходити нові замовлення. Одним із таких стало створення політично-сатиричного мультсеріалу «Казкова Русь», що висміював би в сатиричному тоні політиків України. Також студія створила сатиричний мультфільм про український футбол «Наш футбол», мульт-пародію на ТВ-шоу під назвою «Слава зі Славеком Славіним» та брала участь у створенні мультфільму «Пригоди Котигорошка та його друзів».
Згідно з даними пресслужби Film.ua починаючи з 2016 року студія планувала випускати по одному повнометражному мультфільму щороку.
У 2018 році вийшов перший повнометражний мультфільм студії — «Викрадена принцеса».
Також була анонсована робота над такими мультфільмами: «Роксолана», «Снігова республіка», «Робінзон», «Легенди трипілля».
В наступні роки, студія працювала над декількома мультсеріалами, зокрема: «Тікі», «Мама поспішає додому» і «Клуб всезнайків».
У 2023 році вийшов другий повнометражний мультфільм — «Мавка. Лісова пісня»

## Фільмографія

### Повнометражні мультфільми
| Рік виходу | Назва мультфільму       | Режисер          | Автор(и) сценарію | Художник-постановник |
| ---------- | ----------------------- | ---------------- | ----------------- | -------------------- |
| 2018       | «Викрадена принцеса»    | Олег Маламуж     | Ярослав Войцешек  | Робот                |
| 2023       | «Мавка. Лісова пісня»   | Олександра Рубан | Ярослав Войцешек  | Кристиан Коскинин    |
| 2026       | «Мавка. Лісова пісня 2» | Олександра Рубан | Ярослав Войцешек  | Кристиан Коскинин    |
| ЩНВ        | «Роксолана»             | —                | —                 | —                    |

### Мультсеріали
| Роки виходу | Назва мультфільму                                               | Режисер серіалу          | Головні сценаристи                       | Художники-постановники | Сезонів | Серій |
| ----------- | --------------------------------------------------------------- | ------------------------ | ---------------------------------------- | ---------------------- | ------- | ----- |
| 2012—2013   | «Пригоди Котигорошка та його друзів» (брали участь у створенні) | Ярослава Руденко-Шведова | Ярослава Руденко-Шведова Вадим Шинкарьов | С. Кецкало Н. Северіна | 1       | 4     |
| 2012—2015   | «Наш Футбол»                                                    | —                        | —                                        | —                      | —       | —     |
| 2012—2015   | «Слава зі Славиком Славіним»                                    | —                        | —                                        | —                      | —       | —     |
| 2012—2016   | «Казкова Русь»                                                  | Володимир Зеленський     | Володимир Зеленський                     | —                      | 8       | 196   |
| 2012—2016   | «Ескімоска» (брали участь у створенні 2-4 сезонів)              | Олексій Шапарєв          | —                                        | —                      | 4       | 104   |
| 2017        | «Клуб всезнайків»                                               | Євген Єрмак              | Антон Базелінський                       | —                      | 1       | 26    |
| 2018        | «Тікі»                                                          | Костянтин Федоров        | Костянтин Федоров Ярослав Войцешек       | —                      | 1       | 26    |
| 2018        | «Мама поспішає додому»                                          | Євген Альохін            | Ольга Черепанова Вадим Шинкарьов         | —                      | 1       | 26    |

### Короткометражні
| Рік виходу | Назва мультфільму | Режисер           | Головні сценаристи | Художники-постановники |
| ---------- | ----------------- | ----------------- | ------------------ | ---------------------- |
| 2018       | Голодний Дух      | Костянтин Федоров | Алла Грицай        | Аліна Харченко         |